# Thüringer Pokal

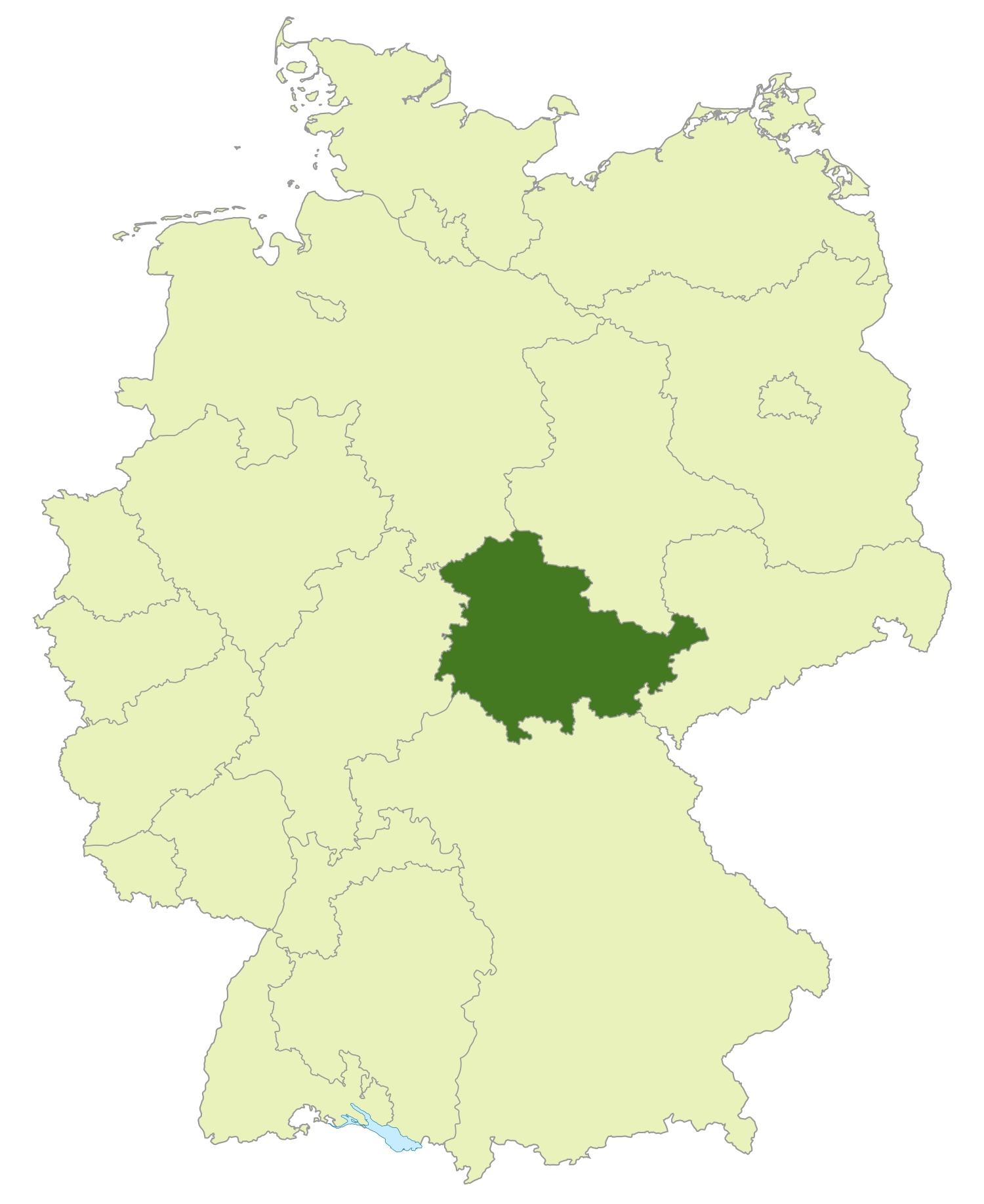
Durynsko na mapě Německa

Thüringer Landespokal je německá fotbalová soutěž pro týmy pod Durynským fotbalovým svazem (Landespokal, regionální pohár). Tento fotbalový svaz sdružuje ve svých řadách téměř 96 000 členů registrovaných v 3 325 klubech. Tento zemský pohár se hraje od roku 1991. Hraje se vyřazovacím K.O. systémem, soutěž má předkolo a 6 hlavních kol . Nehrají zde týmy z nejvyšších dvou německých soutěží. Do 1. kola soutěže postupují přímo účastníci 3. ligy. Poháru se zúčastňují i celky ze 4. ligy, Oberligy (5. ligy), 6. ligy (Thüringenliga), 7. ligy a 9 vítězů Kreispokalů. Vítěz postupuje do DFB-Pokalu.

## Přehled vítězů
| 1991 | SV 1910 Kahla            | 2001 | FC Rot-Weiß Erfurt    | 2011 | ZFC Meuselwitz           | 2021 | FC Carl Zeiss Jena |
| 1992 | FSV Wacker 90 Nordhausen | 2002 | FC Rot-Weiß Erfurt    | 2012 | FC Carl Zeiss Jena       | 2022 | FC Carl Zeiss Jena |
| 1993 | FC Carl Zeiss Jena II    | 2003 | FC Rot-Weiß Erfurt    | 2013 | SV Schott Jena           | 2023 | FC Carl Zeiss Jena |
| 1994 | FC Rot-Weiß Erfurt       | 2004 | FC Carl Zeiss Jena    | 2014 | FC Carl Zeiss Jena       | 2024 | FC Carl Zeiss Jena |
| 1995 | FC Carl Zeiss Jena       | 2005 | FC Rot-Weiß Erfurt II | 2015 | FC Carl Zeiss Jena       | 2025 | ZFC Meuselwitz     |
| 1996 | FSV Wacker 90 Nordhausen | 2006 | FC Carl Zeiss Jena    | 2016 | FC Carl Zeiss Jena       | 2026 |                    |
| 1997 | FSV Wacker 90 Nordhausen | 2007 | 1. FC Gera 03         | 2017 | FC Rot-Weiß Erfurt       | 2027 |                    |
| 1998 | FC Rot-Weiß Erfurt       | 2008 | FC Rot-Weiß Erfurt    | 2018 | FC Carl Zeiss Jena       | 2028 |                    |
| 1999 | FC Carl Zeiss Jena       | 2009 | FC Rot-Weiß Erfurt    | 2019 | FSV Wacker 90 Nordhausen | 2029 |                    |
| 2000 | FC Rot-Weiß Erfurt       | 2010 | ZFC Meuselwitz        | 2020 | FC Carl Zeiss Jena       | 2030 |                    |